# 37-ма армія (СРСР)
Три́дцять сьо́ма а́рмія (37 А) — загальновійськова армія у складі Збройних сил СРСР з 8 серпня 1941 по 1945. 15 грудня 1944 року перетворена на 37-му окрему армію (37 ОА). 12 червня 1946 року у зв'язку з демобілізацією та скороченням Радянської армії переформована на 10-ту механізовану армію, яка вже літом 1947 року була розформована.

## Командування
- Командувачі:
  - генерал-майор Власов А. А. (23 липня — кінець вересня 1941);
  - генерал-майор, з кінця березня 1942 генерал-лейтенант Лопатін А. І. (жовтень 1941 — червень 1942);
  - генерал-майор Козлов П. М. (червень 1942 — 13 травня 1943);
  - генерал-лейтенант Коротеєв К. А. (13 травня — 20 липня 1943);
  - генерал-майор Філатов О. О. (липень — серпень 1943);
  - генерал-майор Рижов О. І. (серпень 1943);
  - генерал-лейтенант Шарохін М. М. (серпень 1943 — жовтень 1944).
  - генерал-полковник Бірюзов С. С. (жовтень 1944 — до кінця війни).